# Vieille Ville (Košice)
Pour les articles homonymes, voir Vieille Ville.
La Vieille Ville (en slovaque : Staré Mesto, en hongrois : Kassa-Óváros) de Košice est un des quartiers de la ville. C'est le centre de la cité, avec en son cœur la rue Hlavná.

## Patrimoine

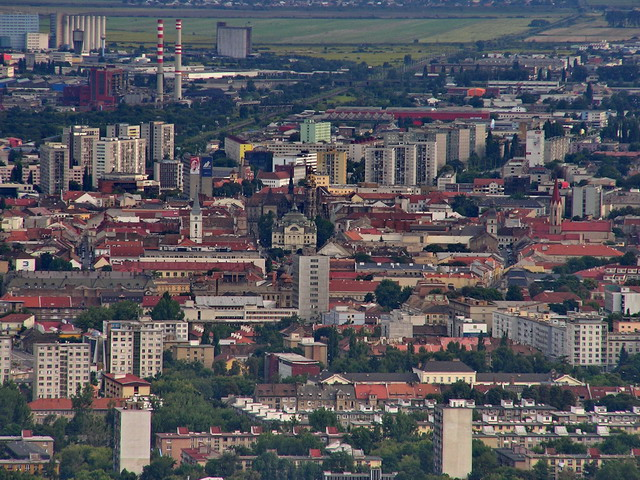
Vue aérienne du centre de Košice

C'est dans ce quartier que se situe les principaux monuments de Košice dont :
- la cathédrale Sainte-Élisabeth
- le Théâtre d'État

### Territoires cadastraux
- Letná
- Huštáky
- Stredné Mesto